# Litwa na Mistrzostwach Świata w Lekkoatletyce 2017
Litwa na Mistrzostwach Świata w Lekkoatletyce 2017 – reprezentacja Litwy podczas mistrzostw świata w Londynie liczyła 15 zawodników, którzy zdobyli 1 medal.

## Zdobyte medale
| Medal | Zawodnik        | Konkurencja  | Rezultat | Data       |
| ----- | --------------- | ------------ | -------- | ---------- |
| złoto | Andrius Gudžius | rzut dyskiem | 69,21    | 5 sierpnia |

## Skład reprezentacji
Mężczyźni
| Zawodnik           | Konkurencja   | Finał    | Finał   |
| Zawodnik           | Konkurencja   | Rezultat | Pozycja |
| ------------------ | ------------- | -------- | ------- |
| Remigijus Kančys   | maraton       | 2:16:34  | 24.     |
| Ignas Brasevičius  | maraton       | 2:22:20  | 51.     |
| Marius Žiūkas      | chód na 20 km | 1:22:38  | 29.     |
| Arturas Mastianica | chód na 50 km | DNF      | DNF     |

| Zawodnik          | Konkurencja    | Kwalifikacje | Kwalifikacje | Finał | Finał   |
| Zawodnik          | Konkurencja    | Wynik        | Pozycja      | Wynik | Pozycja |
| ----------------- | -------------- | ------------ | ------------ | ----- | ------- |
| Andrius Gudžius   | rzut dyskiem   | 67,01        | 2. Q         | 69,21 | złoto   |
| Edis Matusevičius | rzut oszczepem | NM           | –            | NQ    | NQ      |

Kobiety
| Zawodniczka                | Konkurencja        | Eliminacje | Eliminacje | Półfinał | Półfinał | Finał    | Finał   |
| Zawodniczka                | Konkurencja        | Rezultat   | Pozycja    | Rezultat | Pozycja  | Rezultat | Pozycja |
| -------------------------- | ------------------ | ---------- | ---------- | -------- | -------- | -------- | ------- |
| Eglė Balčiūnaitė           | bieg na 800 metrów | 2:01,21    | 12. Q      | 2:00,48  | 13.      | NQ       | NQ      |
| Vaida Žūsinaitė            | maraton            | —          | —          | —        | —        | 2:41:44  | 45.     |
| Monika Vaiciukevičiūtė     | chód na 20 km      | —          | —          | —        | —        | 1:38:08  | 45.     |
| Živilė Vaiciukevičiūtė     | chód na 20 km      | —          | —          | —        | —        | 1:31:23  | 19.     |
| Brigita Virbalytė-Dimšienė | chód na 20 km      | —          | —          | —        | —        | 1:30:45  | 16.     |

| Zawodniczka            | Konkurencja    | Kwalifikacje | Kwalifikacje | Finał | Finał   |
| Zawodniczka            | Konkurencja    | Wynik        | Pozycja      | Wynik | Pozycja |
| ---------------------- | -------------- | ------------ | ------------ | ----- | ------- |
| Airinė Palšytė         | skok wzwyż     | 1,92         | =6. q        | 1,92  | =7.     |
| Dovilė Dzindzalietaitė | trójskok       | 13,97        | 15.          | NQ    | NQ      |
| Zinaida Sendriūtė      | rzut dyskiem   | 61,48        | 12. q        | NM    | –       |
| Liveta Jasiūnaitė      | rzut oszczepem | 55,80        | 26.          | NQ    | NQ      |